# Pallamano ai Giochi della XXVIII Olimpiade - Torneo maschile
Il torneo maschile di pallamano ai Giochi della XXVIII Olimpiade si è svolto dal 14 al 29 agosto 2004 ed è stato ospitato dalla Arena Faliro presso il complesso olimpico Faliro e, per le fasi finali, dall'arena olimpica Helliniko di Atene.
La medaglia d'oro è stata vinta per la seconda volta dalla Croazia, che in finale ha superato la Germania per 26-24, alla quale è andata la medaglia d'argento. La medaglia di bronzo è andata alla Russia, che nella finale per il terzo posto ha sconfitto la Ungheria.
La fase preliminare a gironi vide Croazia, campione mondiale in carica, e Francia concludere al primo posto a punteggio pieno i due gironi, e i padroni di casa della Grecia superare il turno e accedere ai quarti di finale. Nei quarti di finale la Russia, che aveva vinto solo due partite nella fase a gironi, eliminò la Francia, mentre la Germania superò la Spagna solo dopo i tiri di rigore. In semifinale i russi vennero sconfitti soprattutto dalla forte difesa tedesca, mentre i croati ebbero la meglio sugli ungheresi in una partita giocata punto a punto. Anche la finale tra Croazia e Germania venne giocata punto a punto, coi tedeschi in vantaggio di un solo punto alla fine del primo tempo; negli ultimi minuti di gioco le reti decisive di Mirza Džomba e Nikša Kaleb diedero alla Croazia il distacco necessario per chiudere la partita per 26-24 e tornare a vincere l'oro olimpico.

## Formato
Le dodici squadre partecipanti sono state inserite in un due gironi da sei squadre ciascuno, e ciascuna squadra affronta tutte le altre del girone per un totale di cinque giornate. Le prime quattro classificate accedevano ai quarti di finale, mentre le quinte e seste classificate accedevano alla finale per il piazzamento. Le sconfitte dai quarti di finale partecipavano a dei play-off per la definizione dei piazzamenti.

## Squadre partecipanti
|                                   | Data                         | Sede            | Posti | Qualificate                                             |
| --------------------------------- | ---------------------------- | --------------- | ----- | ------------------------------------------------------- |
| Paese organizzatore               |                              |                 | 1     | Grecia                                                  |
| Campionato mondiale 2003          | 20 gennaio - 2 febbraio 2003 | Portogallo      | 7     | Croazia Germania Francia Spagna Russia Ungheria Islanda |
| Giochi panamericani 2003          | 2-11 agosto 2003             | Rep. Dominicana | 1     | Brasile                                                 |
| Torneo africano di qualificazione | 16-20 settembre 2003         | Angola          | 1     | Egitto                                                  |
| Torneo asiatico di qualificazione | 23-29 settembre 2003         | Giappone        | 1     | Corea del Sud                                           |
| Campionato europeo 2004           | 22 gennaio - 2 febbraio 2004 | Slovenia        | 1     | Slovenia                                                |
| Totale                            |                              |                 | 12    |                                                         |

## Fase a gironi

### Girone A

#### Classifica
| Pos. | Squadra       | Pt | G | V | N | P | GF  | GS  | DR  |
| ---- | ------------- | -- | - | - | - | - | --- | --- | --- |
| 1.   | Croazia       | 10 | 5 | 5 | 0 | 0 | 146 | 129 | +17 |
| 2.   | Spagna        | 8  | 5 | 4 | 0 | 1 | 154 | 137 | +17 |
| 3.   | Corea del Sud | 4  | 5 | 2 | 0 | 3 | 148 | 148 | 0   |
| 4.   | Russia        | 4  | 5 | 2 | 0 | 3 | 145 | 145 | 0   |
| 5.   | Islanda       | 2  | 5 | 1 | 0 | 4 | 143 | 158 | -15 |
| 6.   | Slovenia      | 2  | 5 | 1 | 0 | 4 | 130 | 149 | -19 |

#### Risultati
| Atene 14 agosto 2004, ore 9:30 | Spagna | 31 – 30 (17-12) | Corea del Sud | Arena Faliro |

| Atene 14 agosto 2004, ore 14:30 | Russia | 28 – 25 (16-13) | Slovenia | Arena Faliro |

| Atene 14 agosto 2004, ore 19:30 | Croazia | 34 – 30 (16-12) | Islanda | Arena Faliro |

| Atene 16 agosto 2004, ore 9:30 | Corea del Sud | 35 – 32 (16-16) | Russia | Arena Faliro |

| Atene 16 agosto 2004, ore 11:30 | Slovenia | 26 – 27 (10-13) | Croazia | Arena Faliro |

| Atene 16 agosto 2004, ore 14:30 | Islanda | 23 – 31 (12-13) | Spagna | Arena Faliro |

| Atene 18 agosto 2004, ore 9:30 | Croazia | 29 – 26 (12-10) | Corea del Sud | Arena Faliro |

| Atene 18 agosto 2004, ore 11:30 | Islanda | 30 – 25 (10-10) | Slovenia | Arena Faliro |

| Atene 18 agosto 2004, ore 19:30 | Spagna | 29 – 26 (11-11) | Russia | Arena Faliro |

| Atene 20 agosto 2004, ore 9:30 | Corea del Sud | 34 – 30 (16-13) | Islanda | Arena Faliro |

| Atene 20 agosto 2004, ore 11:30 | Spagna | 41 – 28 (18-15) | Slovenia | Arena Faliro |

| Atene 20 agosto 2004, ore 19:30 | Russia | 25 – 26 (14-10) | Croazia | Arena Faliro |

| Atene 22 agosto 2004, ore 9:30 | Slovenia | 26 – 23 (12-11) | Corea del Sud | Arena Faliro |

| Atene 22 agosto 2004, ore 11:30 | Croazia | 30 – 22 (15-9) | Spagna | Arena Faliro |

| Atene 22 agosto 2004, ore 19:30 | Russia | 34 – 30 (17-11) | Islanda | Arena Faliro |

### Girone B

#### Classifica
| Pos. | Squadra  | Pt | G | V | N | P | GF  | GS  | DR  |
| ---- | -------- | -- | - | - | - | - | --- | --- | --- |
| 1.   | Francia  | 10 | 5 | 5 | 0 | 0 | 155 | 121 | +34 |
| 2.   | Ungheria | 8  | 5 | 4 | 0 | 1 | 120 | 104 | +16 |
| 3.   | Germania | 6  | 5 | 3 | 0 | 2 | 144 | 126 | +18 |
| 4.   | Grecia   | 4  | 5 | 2 | 0 | 3 | 137 | 127 | +10 |
| 5.   | Brasile  | 2  | 5 | 1 | 0 | 4 | 111 | 117 | -6  |
| 6.   | Egitto   | 0  | 5 | 0 | 0 | 5 | 106 | 178 | -72 |

#### Risultati
| Atene 14 agosto 2004, ore 11:30 | Ungheria | 33 – 28 (16-15) | Egitto | Arena Faliro |

| Atene 14 agosto 2004, ore 16:30 | Germania | 28 – 18 (15-8) | Grecia | Arena Faliro |

| Atene 14 agosto 2004, ore 21:30 | Francia | 31 – 17 (14-10) | Brasile | Arena Faliro |

| Atene 16 agosto 2004, ore 16:30 | Grecia | 25 – 29 (15-15) | Francia | Arena Faliro |

| Atene 16 agosto 2004, ore 19:30 | Brasile | 19 – 20 (10-10) | Ungheria | Arena Faliro |

| Atene 16 agosto 2004, ore 21:30 | Egitto | 14 – 26 (5-14) | Germania | Arena Faliro |

| Atene 18 agosto 2004, ore 14:30 | Francia | 26 – 23 (9-10) | Ungheria | Arena Faliro |

| Atene 18 agosto 2004, ore 16:30 | Grecia | 26 – 25 (18-10) | Egitto | Arena Faliro |

| Atene 18 agosto 2004, ore 21:30 | Germania | 34 – 21 (18-12) | Brasile | Arena Faliro |

| Atene 20 agosto 2004, ore 14:30 | Brasile | 22 – 26 (9-13) | Grecia | Arena Faliro |

| Atene 20 agosto 2004, ore 16:30 | Ungheria | 30 – 29 (17-14) | Germania | Arena Faliro |

| Atene 20 agosto 2004, ore 21:30 | Francia | 22 – 21 (11-13) | Egitto | Arena Faliro |

| Atene 22 agosto 2004, ore 14:30 | Germania | 22 – 27 (12-11) | Francia | Arena Faliro |

| Atene 22 agosto 2004, ore 16:30 | Ungheria | 26 – 22 (12-12) | Grecia | Arena Faliro |

| Atene 22 agosto 2004, ore 21:30 | Egitto | 22 – 26 (11-10) | Brasile | Arena Faliro |

## Fase finale

### Tabellone
|  | Quarti di finale      | Quarti di finale      |                       |        | Semifinali         | Semifinali         |  |  | Finale                | Finale |
|  |                       |                       |                       |        |                    |                    |  |  |                       |        |
|  | Atene, 24 agosto 2004 |                       |                       |        |                    |                    |  |  |                       |        |
|  |                       |                       |                       |        |                    |                    |  |  |                       |        |
|  | Croazia               | 33                    |                       |        |                    |                    |  |  |                       |        |
|  | Croazia               | 33                    | Atene, 27 agosto 2004 |        |                    |                    |  |  |                       |        |
|  | Grecia                | 27                    |                       |        |                    |                    |  |  |                       |        |
|  | Grecia                | 27                    | Croazia               | 33     |                    |                    |  |  |                       |        |
|  | Atene, 24 agosto 2004 |                       | Croazia               | 33     |                    |                    |  |  |                       |        |
|  |                       | Ungheria              | 31                    |        |                    |                    |  |  |                       |        |
|  | Corea del Sud         | Ungheria              | 31                    | 25     |                    |                    |  |  |                       |        |
|  | Corea del Sud         |                       | Atene, 29 agosto 2004 | 25     |                    |                    |  |  |                       |        |
|  | Ungheria              | 30                    |                       |        |                    |                    |  |  |                       |        |
|  | Ungheria              | 30                    | Croazia               | 26     |                    |                    |  |  |                       |        |
|  | Atene, 24 agosto 2004 |                       | Croazia               | 26     |                    |                    |  |  |                       |        |
|  |                       | Germania              | 24                    |        |                    |                    |  |  |                       |        |
|  | Germania              | Germania              | 24                    | 30 (2) |                    |                    |  |  |                       |        |
|  | Germania              | Atene, 27 agosto 2004 |                       | 30 (2) |                    |                    |  |  |                       |        |
|  | Spagna                | 30 (0)                |                       |        |                    |                    |  |  |                       |        |
|  | Spagna                | 30 (0)                | Germania              | 21     | Finale terzo posto | Finale terzo posto |  |  |                       |        |
|  | Atene, 24 agosto 2004 |                       | Germania              | 21     | Finale terzo posto | Finale terzo posto |  |  |                       |        |
|  |                       | Russia                | 15                    |        |                    |                    |  |  |                       |        |
|  | Francia               | Russia                | 15                    | 24     | Ungheria           | 26                 |  |  |                       |        |
|  | Francia               |                       |                       | 24     | Ungheria           | 26                 |  |  |                       |        |
|  | Russia                | 26                    |                       | Russia | 28                 |                    |  |  |                       |        |
|  | Russia                | 26                    |                       |        | 28                 |                    |  |  |                       |        |
|  |                       |                       |                       |        |                    |                    |  |  | Atene, 28 agosto 2004 |        |
|  |                       |                       |                       |        |                    |                    |  |  |                       |        |

### Quarti di finale
| Atene 24 agosto 2004, ore 14:30 | Corea del Sud | 25 – 30 (13-14) | Ungheria | Arena Faliro |

| Atene 24 agosto 2004, ore 16:30 | Croazia | 33 – 27 (19-11) | Grecia | Arena Faliro |

| Atene 24 agosto 2004, ore 19:30 | Germania | 32 – 30 (d.t.s.) (d.c.r.) (15-16; 27-27; 28-28; 30-30) | Spagna | Arena Faliro |

| Atene 24 agosto 2004, ore 22:05 | Francia | 24 – 26 (14-13) | Russia | Arena Faliro |

### Play-off 5º-8º posto
| Atene 27 agosto 2004, ore 9:30 | Spagna | 27 – 29 (13-11) | Francia | Arena olimpica Helliniko |

| Atene 27 agosto 2004, ore 11:30 | Grecia | 29 – 24 (16-9) | Corea del Sud | Arena olimpica Helliniko |

### Semifinali
| Atene 27 agosto 2004, ore 14:30 | Croazia | 33 – 31 (18-16) | Ungheria | Arena olimpica Helliniko |

| Atene 27 agosto 2004, ore 16:30 | Germania | 21 – 15 (9-10) | Russia | Arena olimpica Helliniko |

### Finale 11º posto
| Atene 24 agosto 2004, ore 9:30 | Slovenia | 30 – 24 (11-13) | Egitto | Arena Faliro |

### Finale 9º posto
| Atene 24 agosto 2004, ore 11:30 | Brasile | 25 – 29 (11-13) | Islanda | Arena Faliro |

### Finale 7º posto
| Atene 28 agosto 2004, ore 14:30 | Corea del Sud | 24 – 31 (11-12) | Spagna | Arena olimpica Helliniko |

### Finale 5º posto
| Atene 28 agosto 2004, ore 19:30 | Grecia | 15 – 33 (7-17) | Francia | Arena olimpica Helliniko |

### Finale 3º posto
| Atene 28 agosto 2004, ore 21:30 | Ungheria | 26 – 28 (10-13) | Russia | Arena olimpica Helliniko |

### Finale
| Atene 29 agosto 2004, ore 16:45 | Croazia | 26 – 24 (11-12) | Germania | Arena olimpica Helliniko |

## Classifica finale
| Pos | Squadre       |
| --- | ------------- |
|     | Croazia       |
|     | Germania      |
|     | Russia        |
| 4   | Ungheria      |
| 5   | Francia       |
| 6   | Grecia        |
| 7   | Spagna        |
| 8   | Corea del Sud |
| 9   | Islanda       |
| 10  | Brasile       |
| 11  | Slovenia      |
| 12  | Egitto        |

## Statistiche

### Classifica marcatori
Fonte: Report ufficiale dei Giochi della XXVII Olimpiade.
| Pos. | Nome                 | Nazionale     | Reti | Tiri |
| ---- | -------------------- | ------------- | ---- | ---- |
| 1    | Yoon Kyung-shin      | Corea del Sud | 58   | 109  |
| 2    | Mirza Džomba         | Croazia       | 55   | 71   |
| 3    | Carlos Pérez         | Ungheria      | 54   | 116  |
| 4    | Ėduard Kokšarov      | Russia        | 45   | 66   |
| 5    | Stefan Kretzschmar   | Germania      | 44   | 75   |
| 6    | Ólafur Stefánsson    | Islanda       | 43   | 67   |
| 7    | Nikolaos Grammatikos | Grecia        | 41   | 71   |
| 8    | Florian Kehrmann     | Germania      | 40   | 69   |
| 8    | Aleksej Rastvorcev   | Russia        | 40   | 85   |
| 10   | László Nagy          | Ungheria      | 39   | 70   |
| 10   | Igor Vori            | Croazia       | 39   | 58   |

## Premi individuali
Migliori giocatori del torneo.
| Ruolo            | Giocatore           |
| ---------------- | ------------------- |
| Portiere         | Henning Fritz       |
| Ala sinistra     | Juanín García       |
| Terzino sinistro | Carlos Pérez        |
| Centrale         | Ivano Balić         |
| Terzino destro   | Ólafur Stefánsson   |
| Ala destra       | Mirza Džomba        |
| Pivot            | Christian Schwarzer |